# Schleswig-Holstein-Sonderburg-Plön-Rethwisch
Die Linie Schleswig-Holstein-Sonderburg-Plön-Rethwisch entstammt der abgeteilten Linie Schleswig-Holstein-Sonderburg-Plön. Sie wurde begründet durch Joachim Ernst II. (* 5. Oktober 1637; † 5. Oktober 1700) der als drittgeborener Sohn des Plöner Herzogs Joachim Ernst das Gut Rethwisch in Stormarn als Erbe erhielt. Er wurde königlich spanischer General in den Niederlanden und 1673 katholisch. Für seine Verdienste wurde er als Grande de España in den spanischen Fürstenstand aufgenommen. Er und sein Sohn und Nachfolger Johann Ernst Ferdinand heirateten Frauen aus dem rheinischen Uradelsgeschlecht Merode.
Die Line erhob berechtigte Ansprüche auf die Nachfolge im Paragiatsherzogtum Schleswig-Holstein-Sonderburg-Plön, dies wurde vom dänischen König, der nur Lehnsherr des Herzogtums Schleswig war, jedoch abgewiesen. Johann Ernst Ferdinand (* 4. Dezember 1684; † 21. Mai 1729) klagte vor dem für das Herzogtum Holstein zuständigen Reichsgericht und bekam Recht. Er starb ohne lebende Nachkommen.

## Liste der Herzöge
| "Regierungszeit" | Name                   | Bemerkung                |
| ---------------- | ---------------------- | ------------------------ |
| 1671–1700        | Joachim Ernst II.      | Stifter der Linie        |
| 1700–1729        | Johann Ernst Ferdinand | Sohn, Linie ausgestorben |